# Matteo Galiazzo
Matteo Galiazzo, all'anagrafe Gianmatteo (Padova, 1970) è uno scrittore e programmatore italiano.

## Biografia
Matteo Galiazzo fin da piccolo ha abitato a Genova dove i genitori si sono trasferiti quando aveva appena un anno. Da ragazzo ha pubblicato racconti su  fanzine, finché non ha incontrato Marco Drago, che studiava lingue all'università di Genova e dirigeva una rivista letteraria dal titolo "Maltese narrazioni", dove ha pubblicato regolarmente i suoi racconti. Alla ricerca di un editore, ha partecipato nel '95 al "laboratorio di nuove scritture" RICERCARE a Reggio Emilia, una manifestazione dove gli autori esordienti leggevano le loro opere alla presenza di critici e autori affermati. Qui incontra Aldo Nove, Giulio Mozzi, Fabrizio Venerandi, Paolo Nori e altri. Il comitato tecnico era formato da Renato Barilli, Nanni Balestrini, Giuseppe Caliceti e Tommaso Ottonieri.
In quel periodo aveva già scritto parecchio e stava lavorando ad un romanzo inviato a Massimo Canalini di Transeuropa, dal titolo Pare che le ragazze non scaldino più tanto.
Nel 1996 Galiazzo ha pubblicato il racconto Cose che io non so nell'antologia curata da Daniele Brolli e pubblicata da Einaudi. L'antologia ottenne un ottimo riscontro di vendita e critiche e il racconto di Galiazzo ha ricevuto diversi pareri positivi nelle recensioni dell'antologia.
Contemporaneamente all'uscita di Gioventù cannibale, Galiazzo aveva già firmato con Einaudi per la pubblicazione di quello che sarebbe diventato Una particolare forma di anestesia chiamata morte. Come rivela nell'intervista a Matteo B. Bianchi, di come la redazione dell'Einaudi sia arrivata ai suoi testi, "è un percorso che conosco solo parzialmente e per sentito dire. Durante l'evoluzione della vita del Maltese siamo stati molto vicini alla scuola Holden, che a un certo punto è diventata anche nostro sponsor e ci ha finanziato parecchi numeri. Ma prima ancora ce questo accadesse, uno dei posti dove era passibile trovare il Maltese era appunto la biblioteca della scuola Holden. Pare che il numero dove c'era il mio racconto intitolato Tempo sia stato preso dalla moglie di Alessandro Baricco, Barbara Frandino, e che lei l'abbia letto ridendo, incuriosendo Baricco, che poi l'ha letto a sua volta e l'ha segnalato a Dalia Oggero di Einaudi. Einaudi allora mi ha mandato una lettera, credo fosse di Mauro Bersani, in cui mi chiedevano se avevo altri racconti da sottoporgli. Io gli ho mandato un migliaio di pagine di roba, loro si sono orientati sui racconti, poi hanno deciso di pubblicarne otto".
Nel 1997 a marzo, esce Una particolare forma di anestesia chiamata morte. Il libro ha ottenuto un discreto risultato di critica.
Nel 1999, sempre con Einaudi, Matteo Galiazzo pubblica ne I coralli il suo primo romanzo "Cargo" Nel risvolto di copertina, l'autore scrive tra l'altro che "Cargo racconta molte storie, e in un modo strano. C'è la storia di un investigatore che pedina una ragazza per oscure ragioni, c'è la storia di un'intervista radiofonica che si tramuta in amplesso, c'è la storia di due fratelli terroristi malati al sistema simpatico, c'è la storia di un ragazzo che non riesce a laurearsi a causa di un paradosso della logica, e tante altre. Tutte queste vicende si svolgono in universi paralleli e sono contenute l'una sull'altra... In Cargo ci sono molte digressioni. Pesco dalla matematica, dall'economia, dalla biologia, dalla fisica e da tutte le scienze che mi seducono con l'atteggiamento del pasticcione curioso: insomma, dico parecchie eresie. Un amico che l'ha letto, mi ha detto che  "Cargo è un'onesta truffa affabulatoria". Io l'ho preso come un gran bel complimento.
Nel 2002, sempre nei Coralli di Einaudi, Galiazzo pubblica il suo secondo romanzo: Il mondo è posteggiato in discesa. Nella quarta di copertina: "Una storia d'amore tra un extracomunitario e una extraterrestre, catapultati in una Genova grottesca e sentimentale: Due sguardi diversi sul nostro mondo, carichi di curiosità, speranze e delusioni. Romanzo comico tutto di immagini capovolte, di geniali paradossi, di battute esilaranti, questo nuovo libro di Galiazzo è anche una favola morale e, forse, un antidoto contro le presuntuose sicurezze di chi crede di vivere nel migliore dei mondi possibili."
Da anni ha smesso di scrivere e lavora come programmatore per la Zucchetti.

## Opere principali

### Raccolte di racconti
- 1997, Una particolare forma di anestesia chiamata morte (Einaudi)
- 2000, Se un giorno una e-mail con Marcello Vicchio (Literalia)
- 2012, Sinapsi.Opere postume di autore ancora in vita (Edizioni Indiana)[7]

### Romanzi
- 1999, Cargo (Einaudi)[8]
- 2002, Il mondo è posteggiato in discesa (Einaudi) (uscito successivamente in ebook con l'editore Laurana col titolo originale preediting Il rutto della pianta carnivora)[9]

### Racconti in antologie
- 1996, Gioventù cannibale, a cura di Daniele Brolli (Einaudi)[10]
- 1997, Anticorpi, racconti e forme di esperienza inquieta (Einaudi)
- 2005, Ricuore (Il Maestrale)